# 五来欣造
五来 欣造（ごらい きんぞう、1875年（明治8年）6月24日 - 1944年（昭和19年）8月1日）は、日本の政治学者、文学者、新聞記者、弁護士。政治学博士。茨城県出身。
読売新聞主筆、明治大学教授、早稲田大学教授、皇化連盟代表。五来 素川（ごらい そせん）や斬馬 剣禅（ざんば けんぜん）の筆名での作品を残す。ファシズムの日本語訳として「結束主義」を提案し、アドルフ・ヒトラー『我が闘争』の翻訳を手掛けるなど、ファシズム研究の第一人者であった。青年時代に植村正久の教えをうけた敬虔なクリスチャンであった。

## 来歴
1875年（明治8年）6月24日、茨城県久慈郡久慈村（現在の常陸太田市）士族に生まれる。茨城県常陸大田幡村、稲田信左衛門の営む「観水学舎」に学ぶ。
茨城県尋常中学校を経て第一高等学校入学。野球部に入部し1895〜1896年（明治28年〜29年）に選手監督を務め、野球用語の日本語訳を創作する（投手、捕手、一塁、二塁、三塁、本塁、右翼、左翼、中堅、遊撃手など）。一高在学中から当時のスポーツ雑誌『運動界』に寄稿し、各種スポーツに造詣が深い。
1900年（明治33年）、東京帝国大学法科大学仏法科卒業。弁護士開業。明治大学教授となり、明治大学野球部に属す。
東大卒業直後の1902年（明治35年）、斬馬剣禅の筆名で『東西両京の大学』と題した東大批判の連載を読売新聞に連載する。
1903年（明治36年）、『未だ見ぬ親』の邦題でエクトル・マロの『Sans famille』（『家なき子』）の翻訳を読売新聞に連載し、警醒社より出版した。
1904年（明治37年）、この年からフランス、ドイツ、イギリスに留学。ソルボンヌ大学で政治哲学、法学を学ぶ傍ら東洋哲学、日本語を講義した。荻原碌山、本保義太郎ら美術家に美術史講読会で講義する。1913年（大正2年）、この頃ドイツに在住。明治末期から大正初めまでの約10年間のパリ、ロンドン、ベルリンに滞在中、留学中の日本の芸術家たちと親しく交流し、異国に慣れない人たちの世話をする。その時世話になった、彫刻家・荻原碌山は五来を敬愛して止まなく、その交流と影響については信州穂高にある碌山美術館に記録がある。
1914年（大正3年）2月、帰国。寺内内閣外務大臣の本野一郎の薦めで、読売新聞主筆となる。読売新聞の主筆時代には「フィガロ」紙にならって新聞に日本で初めて婦人・家庭欄をもうけた。また、日仏両文によるフランスのPR機関紙である「極東時報」編集長をつとめた。このころ、『仏蘭西及仏蘭西人』（冨山房）や『大帝那翁 第一巻』（養軒堂）などを著した。また、7月5日赤坂三会堂で『世界王朝の興亡と統帥権問題』と題して講演も行った。
1916年（大正5年）、大隈重信秘書。明治大学図書館主事。
1917年（大正6年）、『大観』の主筆（1922年〈大正11年〉2月まで）になる。エクトル・マロ作『En Famille』を『雛燕（ひなつばめ）』の邦題で、羽仁もと子の婦人之友社の少女向け雑誌『新少女』に連載し、続いて『花の咲くまで』を『新少女』に連載した。
1918年（大正7年）、早稲田大学政治学教授となる（1944年〈昭和19年〉の死去まで）。『文明一新の先駆イタリア』（平凡社）を著す。
1919年（大正8年）、パリ講和会議の随行として渡仏する。
1922年（大正11年）、フランス政府よりレジオンドヌール勲章を授与される。
1929年（昭和4年）、学位論文『儒教の独逸政治思想に及ぼせる影響』により早稲田大学政治学博士。
1930年（昭和5年）から1931年まで国民新聞主席論説委員、愛知新聞主筆論説委員を勤めた。
1931年（昭和6年）5月から1932年8月にかけて渡欧（往路シベリア丸、復路シベリア鉄道）。
1932年（昭和7年）、『日曜静観』（社会書房、装丁：恩地孝四郎、挿絵：小山敬三）を出版する。
1935年（昭和10年）、『ファッシズムと其国家理論』を著す。
1936年（昭和11年）、『黒羽小唄』を作詞し、作曲大村能章、歌手美ち奴、振り付け石坂呉峯でテイチクレコードから発売された。黒羽町に歌碑がある。
1937年（昭和12年）、随筆集『動乱の静観』（東苑書房、題字：尾上柴舟、装丁：佐々木孔）を著す。
1938年（昭和13年）、早稲田大学創立55周年記念出版『人間大隈重信』（早稲田大学出版部）を著す。
1939年（昭和14年）、『滅共読本』を勝野金政と共著。『現代の政治』、『政治学要領』を著す。
1944年（昭和19年）8月1日、浦和市常盤（現在のさいたま市常盤）の自宅にて69歳で没す。

## 著書

### 単著
- 『情の英雄史』晴光館、1906年4月。NDLJP:778475。
- 『大帝那翁』 第1巻、養賢堂、1914年12月。NDLJP:950819。
- 『仏蘭西及仏蘭西人』冨山房〈時事叢書 第20編〉、1915年1月。NDLJP:953250。
- 『過激派物語』早稲田大学出版部〈世界改造叢書 第10編〉、1920年4月。NDLJP:986540。
- 『社会革命の将来』冨山房、1921年4月。
- 『儒教の独逸政治思想に及ぼせる影響』早稲田大学出版部、1929年6月。NDLJP:1272015。
- 『政治哲学』春秋社〈春秋文庫 14〉、1929年6月。NDLJP:1443109。
- 『現代の政治』社会書房、1931年6月。NDLJP:1271862。
- 『日曜静観』社会書房、1932年1月。
- 『欧洲政局の前途とファッシズム』東洋経済出版部〈経済倶楽部講演 14〉、1932年10月。NDLJP:1274347。
- 『誤られたるファッショ』日本工業倶楽部経済研究会〈経済研究叢書 第42輯〉、1932年11月。
- 『ファッショか共産主義か』松坂屋、1933年7月。NDLJP:1270689。
- 『文明一新の先駆イタリヤ』平凡社〈世界の今明日 第9巻〉、1933年10月。NDLJP:1214719。
- 『儒教の泰西思想に及ぼせる影響』啓明会〈講演集 第48回〉、1935年1月。NDLJP:1119510。
- 『ファッシズムと其国家理論』青年教育普及会、1935年4月。NDLJP:1269421。
  - 『ファッシズムと其国家理論』青年教育普及会、1937年4月。NDLJP:1268382。
- 『政治学講義要領』久野書店、1935年5月。NDLJP:1268663。
- 『共産主義と国家社会主義の危険性』思想国防編輯所〈思想国防 2〉、1936年3月。
- 『動乱の静観』東宛書房〈学芸随筆 第6巻〉、1937年4月。
- 『階級協和と国民力の充実』国民文化協会〈国民文化叢書 第3編〉、1937年12月。NDLJP:1274353。
- 『現代政治学』明文堂、1938年2月。NDLJP:1277721。
  - 『現代政治学』（増訂再版）明文堂、1940年8月。NDLJP:1462033。
- 『人間大隈重信』早稲田大学出版部、1938年10月。
- 『滅共読本』国際反共聯盟、1939年10月。
- 『全体主義の政治学』久野書店、1942年2月。
- 『政治学として見たる儒教』善隣協会、1942年12月。
- 『大東亜戦争と世界』中央公論社、1944年7月。
- 『東西両京の大学 東京帝大と京都帝大』講談社〈講談社学術文庫〉、1988年1月。ISBN 978-4061588530。

### 共著
- 五来欣造、米田実、服部文四郎『現下日本の三大問題』大日本雄弁会講談社、1933年1月。
- 五来欣造、広瀬哲士『政治思想』日本評論社〈現代政治学全集 第2巻〉、1934年1月。

### 訳書
- エクトル・マロー『家庭小説 未だ見ぬ親』東文館、1903年7月。
- エクトール・マロ『雛燕』婦人之友社、1918年1月。NDLJP:932997。